# Ulrike Königshofer
Ulrike Königshofer (* 1981 in Koglhof) ist eine österreichische zeitgenössische Künstlerin.

## Leben und Werk
Ulrike Königshofer maturierte 2000 an der Ortweinschule Graz. Von 2000 bis 2005 studierte sie bei Adolf Frohner Malerei auf der Universität für angewandte Kunst Wien.
Ulrike Königshofer beschäftigt sich in ihren Arbeiten mit Fragen der Wahrnehmung und dem Zusammenhang zwischen prozesshaften Ereignissen und ihrer Abbildung. Flüchtigkeit, Zufälligkeit, Einzigartigkeit und Wiederholung sind dabei Grundkonstanten ihres Interesses. Neben semiotischen Fragestellungen eröffnen sich dabei medientheoretische Diskursfelder. Die Arbeiten werden den Bereichen der Fotografie und Installationskunst zugeordnet.
Die Künstlerin lebt und arbeitet in Wien. Sie wird von der Galerie Reinthaler, Wien, vertreten.

## Auszeichnungen (Auswahl)
- 2024: Outstanding Artist Award für Künstlerische Fotografie[1]
- 2022: Fotoförderungspreis der Stadt Graz[2]
- 2019: Kunstpreis der Diözese Graz-Seckau[3]
- 2019: Förderpreis für Bildende Kunst der Stadt Wien[4]
- 2016: viennacontemporary Artproof Stipendium[5]
- 2016: Erste Bank Mehrwert-Kunstpreis[6]
- 2016: Österreichisches Staatsstipendium für bildende Kunst
- 2016: Nominierung Förderungspreis des Landes Steiermark[7]
- 2015: Nominierung Kardinal-König-Kunstpreis
- 2011: Nominierung Kardinal-König-Kunstpreis[8]
- 2010: Ankaufspreis des Landes Steiermark[9]
- 2010: Theodor-Körner-Preis

## Lehrtätigkeit
Königshofer lehrte im Wintersemester 2022/2023 als Gastprofessorin in der Klasse für Fotografie unter der Leitung von Gabriele Rothemann an der Universität für angewandte Kunst Wien.

## Arbeiten in Museen und öffentlichen Sammlungen
- Neue Galerie Graz
- Artothek der Stadt Wien
- Artothek des Bundes[11]
- HYPO NÖ Young Art Collection
- Sammlung der Stadt Graz
- Kunstsammlung des Landes Oberösterreich, Linz

## Ausstellungen (Auswahl)

### Einzelausstellungen
- 2023: Galerie Reinthaler, Wien: Imprints of Time
- 2021: Camera Austria, Graz: The Faulty Image[12]
- 2020: Galerie Reinthaler, Wien: Behind the Picture
- 2018: Galerie Reinthaler, Wien: Jeder Blick hat einen Standpunkt
- 2016: Austrian Cultural Forum New York / USA: sense and record[13]
- 2016: Galerie Reinthaler, Wien: Dinge, die andere Dinge sind
- 2015: Künstlerhaus – Halle für Kunst & Medien, Graz: Dinge, die andere Dinge sind[14]
- 2013: Projektraum Kunsthaus Graz: Durchblickapparat[15]
- 2011: MUSA Startgalerie, Wien: System Ich[16]

### Gruppenausstellungen
- 2022: Kunsthalle Bremen / D: Sunset. Ein Hoch auf die sinkende Sonne[17]
- 2022: Kunst Haus Wien: Wenn der Wind weht[18]
- 2020: Bank Austria Kunstforum Wien, Tresor: Now.[19]
- 2018: Salzburger Kunstverein, Salzburg: 20 Propositions[20]
- 2018: Nassauischer Kunstverein Wiesbaden / D: Rinnzekete bee bee nnz krr müü[21]
- 2016: Neue Galerie Graz: Förderungspreis des Landes Steiermark 2016[7]
- 2016: Künstlerhaus Wien: romANTIsch?[22]
- 2013:  Kunst Meran / I: Desiring the Real (Wanderausstellung)[23]
- 2013: Depo Istanbul / TUR: Desiring the Real (Wanderausstellung)[24]
- 2012: MUAC Mexiko-Stadt / MEX: Desiring the Real (Wanderausstellung)[25]
- 2005: Kunsthalle Krems: Real[26]

## Publikationen

### Monografien
- sense and record, Hg: das weisse haus, Wien 2021.
- ON PERCEPTION, Verlag für Moderne Kunst, Wien 2017.
- Dinge, die andere Dinge sind, Hg: Künstlerhaus, Halle für Kunst & Medien, Graz 2015.
- Mechanismen der Natur, Wien 2010.

### Presse (Auswahl)
- Sonia Voss: Ulrike Königshofer: Ein Haufen zerbrochener Bilder, wo die Sonne sticht, in: Camera Austria International, No. 160, 2022, S. 19–28.[27]
- Ruth Horak: Ulrike Königshofer. Polychromie in Weiß., in:   EIKON International Magazine for Photography and Media Art, No. 95 / 2016, S. 50–55.[28]
- Silvie Aigner: Mehrwert-Kunstpreis, in: Kunstmagazin Parnass, Nr. 02–2016.[29]
- Franz Thalmair: random thoughts of a daily light, in: Kunstforum International, Band 232, April/Mai 2015, S. 283–285.[30]